# Das Kleinste Buch der Welt
Das sogenannte Kleinste Buch der Welt ist 5 × 5 Millimeter groß. Es wurde als Auflagenwerk im Buchdruck hergestellt. Erhältlich ist es ausschließlich über die Gutenberg Stiftung mit Sitz in Mainz. Die Idee ist es, mit dem Verkauf des Buches das Gutenberg-Museum finanziell zu unterstützen. Viele bekannte Persönlichkeiten, darunter z. B. die britische Königin Elisabeth II., haben das Buch bereits als Geschenk zu besonderen Anlässen erhalten.

## Herstellung
Hergestellt wurde das Kleinste Buch in den 1960er Jahren von der Graphischen Buchhandlung Waldmann & Pfitzner in München. Die Drucktype, mit welcher das Buch gedruckt wurde, hat eine Schenkellänge von etwa 0,35 Zentimeter. Nach dem Druck wurde das Büchlein mit Fadenheftung von Hand in Leder gebunden und mit Gold verziert. Heute wird das Kleinste Buch nicht mehr hergestellt. Das Kleinste Buch ist nicht tatsächlich das kleinste Buch der Welt, zum Beispiel ist das japanische Shiki no Kusabana mit einer Schenkellänge von nur 0,75 Millimetern deutlich kleiner. Nach Angaben des Herstellers handelt es sich um das erste Buch dieser Größe, das „als Auflagenwerk und mit ganzen Texten hergestellt wurde“.

## Varianten

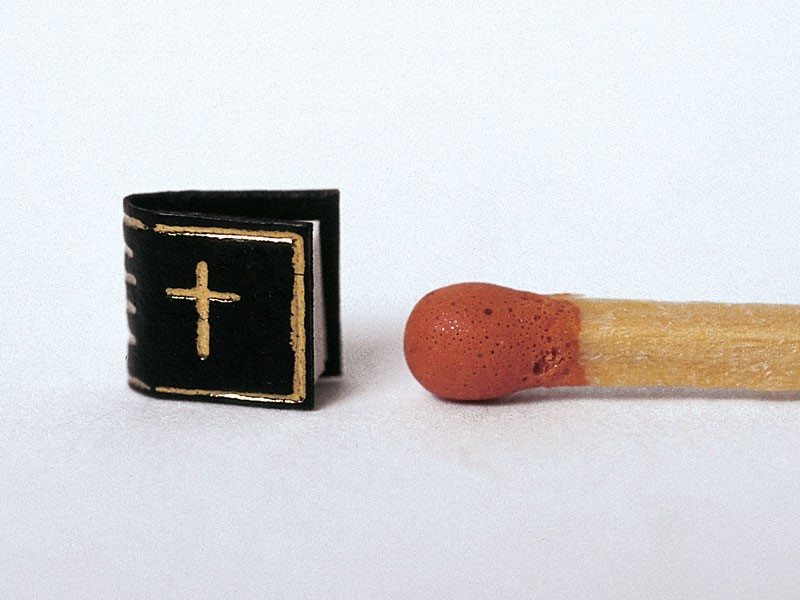
Das Kleinste Buch der Welt in der Variante Vaterunser im Größenvergleich.

Das Kleinste Buch gibt es in unterschiedlichen Varianten.
Im Original ist das Vaterunser in sieben Sprachen enthalten: Englisch, Französisch, Deutsch, Englisch (amerikanische Fassung), Spanisch, Niederländisch und Schwedisch.
Außerdem gibt es das Kleinste Buch in der Variante „Ich liebe Dich“. Dieses enthält das Liebesbekenntnis in zwölf Sprachen: Französisch, Deutsch, Englisch, Italienisch, Chinesisch, Russisch, Arabisch, Portugiesisch, Spanisch, Japanisch, Slowenisch und Sanskrit.
Eine weitere Variante enthält den Berliner Freiheitsschwur in sieben Sprachen: Deutsch, Englisch, Französisch, Spanisch, Italienisch, Holländisch und Schwedisch.
Auch der olympische Eid wurde im Kleinsten Buch verewigt. Das Versprechen wurde in sieben Sprachen abgedruckt: in Englisch, Deutsch, Französisch, Russisch, Finnisch, Schwedisch und Italienisch.